# 안성시의회
안성시의회는 경기도 안성시 지역을 관할하는 기초의회이다.